# Kirby's Dream Course
Kirby's Dream Course, känt i Japan som Kirby Bowl (カービィボウル Kābī Bouru?), är ett golfdatorspel utvecklat av HAL Laboratory och utgett av Nintendo till Super Nintendo Entertainment System (SNES). Det släpptes 21 september 1994 i Japan och 1995 i Nordamerika, Europa och Australien. Det är det andra spinoffspelet i Kirby-serien, och det första spelet i serien att släppas till SNES. 2007 återutgavs det till Virtual Console för Wii.